# Milka Trnina
Milka Trnina (Vezišće u Općini Križ pokraj Ivanić-Grada, 19. prosinca 1863. – Zagreb, 18. svibnja 1941.) bila je hrvatska operna umjetnica, članica državne opere u Münchenu, prva Tosca londonskoga Covent Gardena i njujorške Metropolitan Opere.

## Životopis
Katarina Milka Trnina rođena je u Vezišću kao drugo dijete u obitelji Tone i Franjice Trnine. Otac Tone bio je mlinar, a nakon jednog povratka sa sajma umire od posljedica upale pluća. Očeva smrt fizički razdvaja obitelj. Majka Franjica i stariji brat Milan ostaju u Vezišću dok Milka najprije odlazi u zagrebačko Odgojilište sestara milosrdnica, a potom brigu o njoj preuzima ujak, hrvatski književnik i publicist Janko Jurković. Obitelj Janka Jurkovića prijateljevala je s Idom Wimberger Brkić, voditeljicom privatne škole pjevanja i ta će se povezanost pokazati ključnom za Milkin glazbeni početak. Nakon pohađanja Idine škole, u razdoblju od 1876. do 1879. godine, Milka odlazi na bečki konzervatorij kod glazbenoga pedagoga Josepha Gänsbachera, a svoj prvi nastup ostvaruje na pozornici Zagrebačke opere 11. travnja 1882. kao Amelija u Verdijevoj operi "Čuvidski ples" (kasnije nazvan Krabuljski ples). 
Zagrebačku pozornicu zamjenjuje onima u Leipzigu (1883. godine), Grazu i Bremenu (1890. godine), a postaje i članicom državne opere u Münchenu gdje dobiva počasni naslov bavarske dvorske komorne pjevačice. Nastup u Bayreuthu ostaje obilježen nezadovoljstvom Wagnerove udovice Milkinom izvedbom zbog čega joj Cosima Wagner više nikada nije uputila poziv za nastup. U londonskome Covent Gardenu 1900. godine prva pjeva Toscu, isto tako i u New Yorku, gdje osim nastupa u opernoj kući Metropolitan, drži poduku iz pjevanja. Nazivali su je pjevajućom Eleonorom Duse. Premda je u prvom redu bila vagnerijanska pjevačica, veličanstveno je interpretirala i Beethovenovu Leonoru u Fideliju ili prpošnu Fiordiligi u Mozartovoj operi Cosi fan tutte, a Puccini je u to vrijeme rekao da se nijedna Tosca ne može usporediti s Trninom. Najbolji kritičari njezina doba smatrali su da je Wagnerove junakinje pjevala onako kako ih je sam Wagner zamišljao. 
Zbog ozbiljnih problema s mimičkim živcem i neuspješnog operativnog zahvata, otkazuje turneju i naglo završava karijeru. Svoj posljednji nastup, ulogu Sieglinde, odigrala je u Prinzregententheateru 1906. godine. 
Sedam godina nakon toga ponovno je u Zagrebu nakon što se neko vrijeme selila od Obersalzberga i Berchtesgadena do Beča i Münchena. Godine 1923. postaje počasnom članicom Muzičke akademije, voditeljicom odjela solo pjevanja i članicom ispitne komisije. Jednom od učenica postaje joj Zinka Kunc koja će i sama biti zvijezdom Metropolitana. 
Umire od upale pluća u Zagrebu 18. svibnja 1941. godine. Posljednja joj je želja bila da pogreb bude održan prije podneva, bez ikakvih popratnih govora i samo uz zvuke hrvatske himne nad otvorenim grobom te bez cvijeća i vijenaca, a s uplatama u dobrotvorne svrhe.

## Nagrade i priznanja
- Bayrische Goldene Medaille für Kunst und Wissenschaft
- Meiningisches Verdienstkreuz für Kunst und Wissenschaft

## Zanimljivosti
- kao mjesto rođenja u pojedinim se izvorima navodi Donji Sip pored Vezišća[3]
- po Milki Trnini nazvan je jedan slap na Plitvičkim jezerima, kao i nagrada Hrvatskog udruženja glazbenih umjetnika
- u čast Milke Trnine u Križu i Ivanić-Gradu održava se više kulturno-umjetničkih i zabavnih događanja
- u domovini i svijetu Trnina se proslavila kao jedna od najvećih interpretatorica Wagnerovih tragičnih junakinja, a upravo je među velikim zaljubljenicima u Wagnerova djela bio i poduzetni švicarski tvorničar čokolade Carl Russ-Suchard (inače zet Philippea Sucharda, osnivača tvrtke Suchard). To oduševljenje, naklonost, a možda i pritajena ljubav, iznjedrili su priču da je "Milka" nazvana u čast Milke Trnine.[nedostaje izvor]
- U lipnju 1896. Trnina nastupa u Moskvi pred ruskim kraljevskim parom u povodu krunidbe cara Nikolaja II. Po želji carice izvodi Izoldinu ljubavnu smrt, jednu od najljepših arija iz Wagnerove opere Tristan i Izolda. Ruski ju je car nagradio velikim dijamantnim brošem s rubinima, koji se čuva u Muzeju za umjetnost i obrt u Zagrebu, dok joj je carica darovala briljantnu narukvicu.[4]
- Po njoj je nazvan NK Milka Trnina Vezišće, nogometni klub iz njenog rodnog mjesta.

## Vanjske poveznice
- Milka Trnina i Royal Opera House  Arhivirana inačica izvorne stranice od 26. srpnja 2007. (Wayback Machine)
- Vokalni ansambl "Milka Trnina"
- Vijenac  Arhivirana inačica izvorne stranice od 22. srpnja 2004. (Wayback Machine) Hrvatski operni pjevači 1945. – 2002.